# Црвени уакари
Црвени уакари или црвени ћелави уакари (лат. Cacajao calvus rubicundus) је подврста ћелавог уакарија, врсте примата (Primates) из породице Pitheciidae. 

## Распрострањење
Ареал подврсте је сведен на пограничну област између Бразила и Колумбије. 

## Угроженост
Црвени уакари се сматра рањивом подврстом у погледу угрожености.